# Cortex cerebral
Cortexul cerebral, numit și scoarță cerebrală, este substanța cenușie de la suprafața emisferelor cerebrale. El este sediul integrării neurale a sistemului nervos central și este implicat în atenție, percepție, conștiență, gândire, memorie și limbaj.
Acesta are o suprafață variabilă, între 2.200–2.850 cm², din care doar 50% este vizibilă. Astfel, jumătate din mărimea suprafeței e datorată fisurației⁠(d) și girației⁠(d). Grosimea este variabilă, între 1,5  și 4,5 cm, fiind mai mare în partea convexă a girilor. De asemenea, 1 mm² cu 2,5 mm în profunzime conține 60.000 de neuroni. În total, conține între 14 și 16 miliarde de neuroni de tip piramidal, stelați sau granulari, fusiformi, Cajal cu axonul orizontal și Martinotti cu axonul lung ascendent.
Structural citoarhitectonic (după tipul și dispunerea neuronilor) e compusă din 6 straturi cu aspect laminar. Dinspre superficial spre profund, acestea sunt stratul plexiform, granular extern, piramidal extern, granular intern, piramidal intern și fusiform.